# 九龍巴士277E線
九龍巴士277E線是香港一條新界市區特快巴士路線，來往上水（天平）及藍田站，途經翠麗花園、上水站、清河邨、吐露港公路及大老山隧道快速往返九龍東的九龍灣、牛頭角及觀塘市中心，不經粉嶺南。277E線另設有特別班次277P線，起訖點與277E線相同，但加經粉嶺南、鑽石山及新蒲崗。

## 簡介
為配合北區成為首個「區域性重組巴士路線」模式的地區，北區對外路線計劃於2013年作大型重組，其中建議開辦本線及277P線，以取代70X線並方便上水居民特快來往東九龍區。
重組建議最初並不包括277E線，只建議開辦繁忙時段路線277P線取代全日服務的70X線，在區議員及區內人士壓力下，九巴多次修訂277P線之行車路線，改為上水往返藍田站，取道大老山隧道往返，並繞經鑽石山及新蒲崗，但始終未能令區議員滿意，因此同年5月13日表決通過《2013-2014年度北區巴士路線發展計劃》時，只有70X線的重組建議被發回交通及運輸委員會的相關小組重新討論。同一時間，「公共運輸研究組」與天主教勞工牧民中心（新界）一同提議開辦由上水不經粉嶺直達九龍東的新路線（當時命名為277A，亦即本線），反應良好，最終此建議獲九巴採納，建議於2013年第三季開辦277E線，方便上水區居民直達九龍東。
運輸署於2014年4月3日舉行的《完善北區巴士路線重組計劃工作小組》會議，建議277E線提升為全日服務，而277P線將縮減至繁忙時間單向服務，並於2014年9月27日實施。

### 歷史
- 2013年8月24日：277E及277P線開辦，來往天平邨及藍田站，以試辦形式經營，為期三個月。
- 2013年11月2日：277E加開逢星期一至六06:40之班次前往藍田站。
- 2014年9月27日：277E線將與277P線的服務時間對調，277E線擴展為全日服務，同時277P線改為祇於星期一至五上下午繁忙時間提供服務，上午由天平開出4班往藍田站，下午則由藍田站開出4班回天平[9]。
- 2015年9月5日：增設到站時間預報。[10]
- 2017年1月7日：延長服務時間，星期一至六由上水（天平）開出的頭班車提早於06:20開出，而每日由藍田站開出的尾班車亦延至23:40開出；同時加密星期一至五早上天平邨開出的班次至15分鐘一班。
- 2017年7月1日：九巴為期十年的新專營權生效，履行增設本線由新運路「上水站」往上水（天平）的分段收費，以及推行「學生長途路線即日回程半價折扣優惠計劃」之承諾。
- 2018年6月25日：277E提早星期一至五由天平邨開出的頭班車時間至06:00。[11]
- 2019年10月14日：277E往藍田站方向改經天平路、馬會道、迴旋處、馬會道後返回原有路線，取消「天平邨天怡樓」及「符興街」兩站，但新增「鳳南路」、「翠麗花園第三座」 及「北區運動場」三站；延長天平邨開出的服務時間為06:00至23:00，藍田站開出的服務時間為07:00至00:00。[12]
- 2021年4月19日：277E提早星期一至五由藍田開出的頭班車時間至06:30。[13]
- 2023年1月26日：277E提早星期一至六藍田站開出頭班車的時間至06:00；[14]277P取消由天平開出的07:30、08:00班次及由藍田站開出的18:30、19:00班次。[15]
- 2024年1月6日：277P線往上水方向不再繞經新蒲崗公共交通總站，改經彩虹道「四美街」巴士站。[16]
- 2025年3月31日：277E線每日由上水（天平）開出之頭班車時間由06:00提早至05:30。
- 2025年8月4日：277E線新增特快班次，於星期一至五17:30由上水（天平）開往藍田站，不經清河邨。

## 服務時間及班次
277E
| 上水（天平）開   | 上水（天平）開 | 上水（天平）開 | 藍田站開         | 藍田站開    | 藍田站開     |
| 日期             | 服務時間       | 班次（分鐘）   | 日期             | 服務時間    | 班次（分鐘） |
| ---------------- | -------------- | -------------- | ---------------- | ----------- | ------------ |
| 星期一至五       | 05:30-07:00    | 15             | 星期一至五       | 06:00-06:30 | 30           |
| 星期一至五       | 07:00-07:36    | 9              | 星期一至五       | 06:30-07:30 | 20           |
| 星期一至五       | 07:36-08:00    | 12             | 星期一至五       | 07:30-09:00 | 30           |
| 星期一至五       | 08:00-10:00    | 15             | 星期一至五       | 09:00-17:00 | 20           |
| 星期一至五       | 10:00-17:00    | 20             | 星期一至五       | 17:00-18:15 | 12/13        |
| 星期一至五       | 17:00-17:40    | 13/14          | 星期一至五       | 18:15-19:05 | 10           |
| 星期一至五       | 17:40-19:00    | 20             | 星期一至五       | 19:05-23:20 | 15           |
| 星期一至五       | 19:00-23:00    | 30             | 星期一至五       | 23:20-00:00 | 20           |
| 星期六           | 05:30-19:00    | 20             | 星期六           | 06:00-07:00 | 30           |
| 星期六           | 19:00-20:00    | 30             | 星期六           | 07:00-17:00 | 20           |
| 星期六           | 20:00-22:00    | 20             | 星期六           | 17:00-18:00 | 15           |
| 星期六           | 22:00-23:00    | 30             | 星期六           | 18:00-00:00 | 20           |
| 星期日及公眾假期 | 05:30-22:00    | 20             | 星期日及公眾假期 | 06:00-00:00 | 20           |
| 星期日及公眾假期 | 22:00-23:00    | 30             |                  |             |              |

277P
- 星期一至五：
  - 上水（天平）開：06:30、07:00
  - 藍田站開：17:30、18:00

星期六、日及公眾假期不設服務

## 收費
上水（天平）開
全程：$16.9
| 落車站＼上車站                      | 上水站 或之前 | 清河邨 | 藍田站 或之前 |
| ----------------------------------- | ------------- | ------ | ------------- |
| 上水（天平）起                      | $4.0^         | $5.2^  | $16.9         |
| 啟業邨（277E）／ 志蓮淨苑（277P）起 | 不適用        | 不適用 | $7.1          |

- 有 ^ 之收費必須以八達通卡繳付，並於下車前後於指定巴士站裝設拍卡機確認八達通，方可享有分段收費優惠（只適用於277E線）。

藍田站開
- 大老山隧道往上水（天平）：$13.8
- 清河邨（277E）／花都廣場（277P）往上水（天平）：$5.2
- 上水站往上水（天平）：$4.0

| - 本線設有12歲以下小童及65歲或以上長者半價優惠。 - 65歲或以上香港居民使用「樂悠咭」，以及12歲以下合資格殘疾兒童使用「殘疾人士身份」個人八達通繳付車資，均可享有每程$2.0或半價（以較低者為準）的票價優惠；12至64歲合資格殘疾人士使用「殘疾人士身份」個人八達通（包括「樂悠咭」），以及60至64歲香港居民使用「樂悠咭」繳付車資，均可享有每程$2.0或全費（以較低者為準）的票價優惠。 - 65歲或以上長者如使用長者或一般個人八達通繳付車資，則只可享有半價優惠；12至64歲合資格殘疾人士如不使用「殘疾人士身份」個人八達通，以及60至64歲人士如不使用「樂悠咭」繳付車資，必須繳付全費。 - 乘客可以現金或八達通於上車時付款，不設找續。 - 每位成人乘客可免費攜帶最多兩名4歲以下而不佔座位的兒童乘客乘車，超額之4歲以下小童必須繳付小童車費乘車。 - 持有「九巴月票」之乘客在車票有效期內，每日可享最多10程任何九龍巴士及龍運巴士路線（包括本路線，以及聯營路線的九龍巴士／龍運巴士提供的班次；惟乘搭機場「A」及「NA」線則可享原價二七折優惠（不會計算每天10次合資格車程））；而B1線則每日可享最多各2程（不會計算每天10次合資格車程）。 - 九龍巴士、城巴、龍運巴士及陽光巴士全職員工及家屬（不包括外判職員）可免費乘搭本路線，惟必須拍職員或職員家屬八達通。 - 乘客亦可透過多元化電子支付系統（e度嘟）繳付車資，包括使用非接觸式VISA卡、JCB卡、萬事達卡、銀聯卡、美國運通、大來國際、Discover Card、Apple Pay、Google Pay、Samsung Pay、AlipayHK「易乘碼」、支付寶、WeChatHK／微信支付「搭車碼」、銀聯雲閃付「乘車碼」及BOC Pay「乘車碼」。乘客使用此付款方式，使用此支付方式的乘客可享有中途下車之分段收費，以及與其他九巴／龍運獨營路線或聯營線九巴／龍運班次之轉乘優惠，惟不適用於與非九巴／龍運路線之轉乘優惠，亦不能享有「公共交通費用補貼計劃」及「長者及合資格殘疾人士公共交通票價優惠計劃」。 |

### 八達通轉乘優惠
乘客登上本線後150分鐘內以同一張八達通卡轉乘以下路線，或從以下路線登車後150分鐘內以同一張八達通卡轉乘本線，次程可獲車資折扣優惠：
277E/277P↔70K、273A
- 277E/277P往天平 → 70K往清河或273A往彩園，次程車資全免
- 70K或273A往華明 → 277E/277P往藍田站，回贈首程車資

277E/277P↔邊境禁區路線，次程可獲$4.2折扣優惠
- 277E/277P往天平 → 73K往文錦渡、78K往沙頭角或79K往打鼓嶺
- 73K、78K或79K往上水 → 277E/277P往藍田站

277E/277P↔九龍市區路線，次程可獲$4.2折扣優惠
- 277E/277P往藍田站 → 3M、5M、13M、14B、15A、16M、23M、28B、29M或213M/213S
- 3M、5M、13M、14B、15A、16M、23M、28B、29M或213M/213S → 277E/277P往天平

277E/277P↔14X
- 277E/277P往藍田站 → 14X往鯉魚門，次程可獲$4.4折扣優惠
- 14X往尖沙咀 → 277E/277P往天平，次程可獲$7.4折扣優惠

277E/277P↔將軍澳／西貢／清水灣路線，次程可獲$4.2折扣優惠
- 277E/277P往藍田站 → 91、91M/91P、92、98、98A、@290(A/B/X)或296A往將軍澳／西貢／清水灣
- 91、91M/91P、92、98、98A、@290(A/B/X)或296A往九龍 → 277E/277P往天平

@轉乘優惠不適用於277P線
277E/277P←→粉嶺公路轉車站路線
- 277E/277P往藍田站 ←→ 73B、270A、270B、270C、270D、270P、274、277A、277X、278A、278X、673／673P，首程或次程全程車資，以較高者為準

277E/277P↔大老山隧道路線（過海隧道路線除外）
- 277E/277P任何方向 ←→ 74B/74C/74X、75X、80X、82X/82P、83X、84M、85M、85X/85S、89C、89D/89P、89X、272S、286M任何方向，次程可獲$4.2折扣優惠
- 277E/277P往藍田站 → 任何九巴獨營大老山隧道路線，次程車資全免
- 任何九巴獨營大老山隧道路線 → 277E/277P往天平，兩程總車資$16.3

## 使用車輛
本線現時與277X線合共獲派48輛巴士，包括1輛Enviro500 12米（ATEU）33輛亞歷山大丹尼士Enviro 500 MMC（15輛12米ATENU、4輛12.8米3ATENU及14輛12.8米E6X）、5輛富豪B9TL 12米（AVBWU）及9輛富豪B8L 12.8米（V6X），由沙田車廠 - 上水分廠及九龍灣車廠聯合派車。
| 車隊編號  | 車牌   |
| --------- | ------ |
| ATEU13    | PH1344 |
| ATENU141  | SH6664 |
| ATENU260  | SN9730 |
| ATENU406  | TE2859 |
| ATENU422  | TE4134 |
| ATENU432  | TE7630 |
| ATENU433  | TE8077 |
| ATENU442  | TE7939 |
| ATENU478  | TH7047 |
| ATENU637  | TN6088 |
| ATENU1201 | UR3644 |
| ATENU1202 | UR3729 |
| ATENU1203 | UR3806 |
| ATENU1204 | UR4031 |
| ATENU1206 | UR3975 |
| ATENU1605 | VT516  |
| AVBWU324  | ST8468 |
| AVBWU357  | SY9068 |
| AVBWU375  | TB9386 |
| AVBWU387  | TE3055 |
| AVBWU393  | TE9782 |
| 3ATENU23  | TX 917 |
| 3ATENU25  | TX2138 |
| 3ATENU27  | TX3054 |
| 3ATENU175 | VP 533 |
| E6X4      | WG9522 |
| E6X30     | WJ 802 |
| E6X38     | WL8819 |
| E6X49     | WM 441 |
| E6X68     | WN3050 |
| E6X72     | WN3997 |
| E6X74     | WN4725 |
| E6X77     | WN5099 |
| E6X82     | WN5539 |
| E6X137    | XA 406 |
| E6X138    | WZ9472 |
| E6X140    | WZ9002 |
| E6X141    | XA1395 |
| E6X142    | XA2898 |
| V6X20     | XA3383 |
| V6X28     | XB6298 |
| V6X29     | XB5554 |
| V6X30     | XB7162 |
| V6X31     | XB7640 |
| V6X50     | XE1836 |
| V6X66     | XE1601 |
| V6X93     | XG9466 |
| V6X95     | XG9180 |

## 行車路線
277E/277P

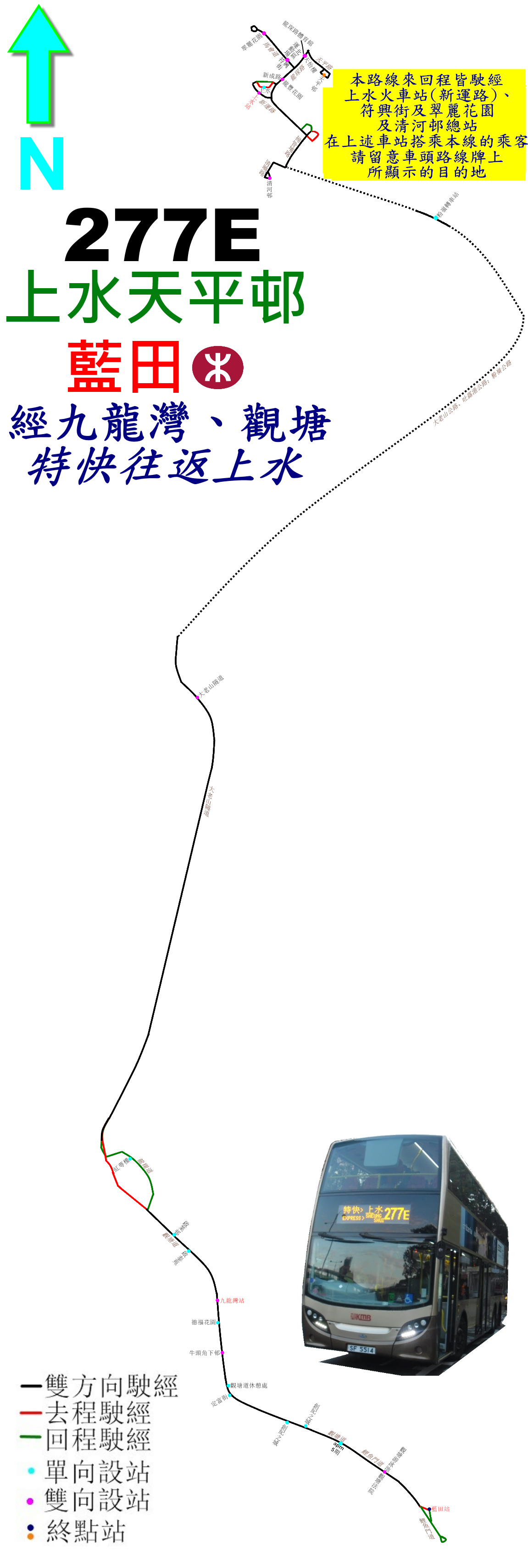
此線的走線圖

上水（天平）開經：天平路、龍琛路、馬會道、迴旋處、馬會道、龍琛路、龍運街、新運路、上水巴士總站、龍運街、新運路、掃管埔路、雞嶺迴旋處、掃管埔路、百和路、清曉路、清河邨公共運輸交匯處、清曉路、百和路、掃管埔路、雞嶺迴旋處、粉嶺公路、吐露港公路、大老山公路、大老山隧道、觀塘繞道、斧山道、鳳德道、蒲崗村道、彩虹道、彩虹邨通道、太子道東、觀塘道及鯉魚門道。
藍田站開經：鯉魚門道、迴旋處、鯉魚門道、觀塘道、龍翔道、斧山道、彩虹道、蒲崗村道、鳳德道、龍蟠街、大磡道、大老山隧道、大老山公路、吐露港公路、粉嶺公路、雞嶺迴旋處、掃管埔路、百和路、清曉路、清河邨公共運輸交匯處、清曉路、百和路、掃管埔路、雞嶺迴旋處、掃管埔路、新運路、龍琛路、馬會道、迴旋處、馬會道、龍琛路及天平路。
277P線不經斜體字之路段，改經粗體字之路段。

### 沿線車站
277E/277P
| 上水（天平）開 | 上水（天平）開                     | 上水（天平）開                     | 藍田站開 | 藍田站開                 | 藍田站開             |
| 序號           | 車站名稱                           | 位置                               | 序號     | 車站名稱                 | 位置                 |
| -------------- | ---------------------------------- | ---------------------------------- | -------- | ------------------------ | -------------------- |
| 1              | 天平邨巴士總站                     | 天平邨巴士總站                     | 1        | 藍田站巴士總站           | 藍田公共運輸交匯處   |
| 2*             | 鳳南路                             | 天平路                             | 2        | 觀塘法院（F1）           | 鯉魚門道             |
| 3*             | 翠麗花園第三座                     | 天平路                             | 3        | apm創紀之城5期（D1）     | 觀塘道               |
| #              | 天平邨天怡樓                       | 龍琛路                             | 4        | 創紀之城（B1）           | 觀塘道               |
| #              | 符興街                             | 馬會道                             | 5        | 定富街                   | 觀塘道               |
| 4              | 翠麗花園                           | 馬會道                             | 6        | 牛頭角下邨               | 觀塘道               |
| 5*             | 北區運動場                         | 馬會道                             | 7        | 德福花園                 | 觀塘道               |
| 6              | 龍豐花園                           | 龍琛路                             | 8        | 九龍灣站                 | 觀塘道               |
| 7              | 上水轉車站－上水站（B1月台）       | 新運路                             | 9        | 啟泰苑                   | 觀塘道               |
| 8              | 上水轉車站－上水巴士總站（A2月台） | 上水轉車站－上水巴士總站（A2月台） | 10       | 彩虹邨紅萼樓             | 龍翔道               |
| 9              | 清河邨巴士總站                     | 清河邨公共運輸交匯處               | #        | 四美街                   | 彩虹道               |
| #              | 欣翠花園                           | 百和路                             | #        | 鳳德商場                 | 鳳德道               |
| #              | 嘉盛苑                             | 百和路                             | 11       | 大老山隧道               | 大老山公路           |
| #              | 基新中學                           | 百和路                             | #        | 花都廣場                 | 百和路               |
| #              | 粉嶺站（D1）                       | 百和路                             | #        | 欣盛苑                   | 百和路               |
| #              | 景盛苑                             | 百和路                             | #        | 蓬瀛仙館（D2）           | 百和路               |
| #              | 華心邨                             | 百和路                             | #        | 基新中學                 | 百和路               |
| 10             | 粉嶺公路轉車站                     | 粉嶺公路巴士轉乘站                 | #        | 嘉盛苑                   | 百和路               |
| 11             | 大老山隧道                         | 大老山公路                         | #        | 華慧園                   | 百和路               |
| #              | 志蓮淨苑                           | 鳳德道                             | 12       | 清河邨巴士總站           | 清河邨公共運輸交匯處 |
| #              | 龍蟠苑                             | 鳳德道                             | 13       | 上水轉車站－上水站（B4） | 新運路               |
| #              | 四美街                             | 彩虹道                             | 14       | 新城路                   | 龍琛路               |
| #              | 彩虹邨碧海樓                       | 彩虹邨通道                         | 15       | 符興街                   | 馬會道               |
| 12             | 啟業邨                             | 觀塘道                             | 16       | 翠麗花園                 | 馬會道               |
| 13             | 九龍灣站（東九文化中心）           | 觀塘道                             | 17       | 北區運動場               | 馬會道               |
| 14             | 牛頭角下邨                         | 觀塘道                             | 18       | 龍琛路體育館             | 龍琛路               |
| 15             | 觀塘道休憩處                       | 觀塘道                             | 19       | 天平邨巴士總站           | 天平邨巴士總站       |
| 16             | 創紀之城（U1）                     | 觀塘道                             |          |                          |                      |
| 17             | 觀塘游泳池（R2）                   | 鯉魚門道                           |          |                          |                      |
| 18             | 藍田站巴士總站                     | 藍田公共運輸交匯處                 |          |                          |                      |

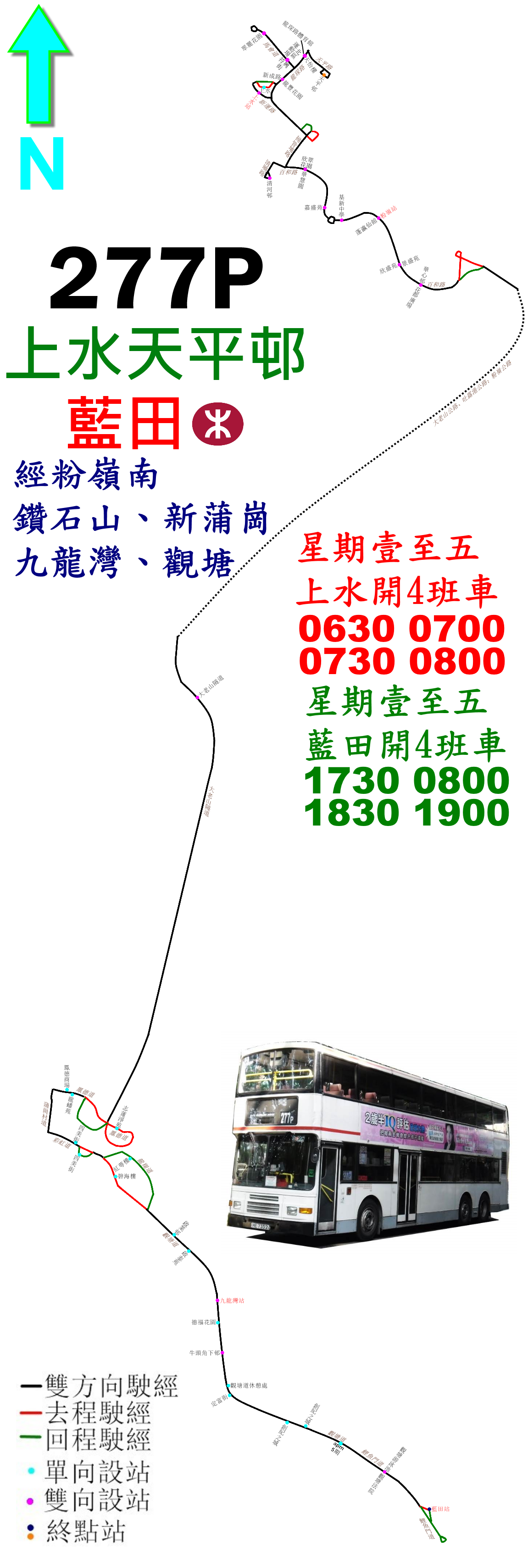
277P線的走線圖

有 # 號之車站祇限277P線停靠，且不停靠有 * 號之車站。

## 客量
相較以往同樣由上水來回東九龍的70X線，277E線不需繞經粉嶺、大窩西支路、新蒲崗及黃大仙，明顯更直接和快捷，因此對上水往返東九龍通勤的居民非常吸引。此路線不但承接過往由70X線改乘277X線的乘客，亦肩負接駁來自港島東區及將軍澳的港鐵及巴士轉乘客的角色，不少早已轉投港鐵的乘客亦回流，客量龐大，繁忙時間經常頂閘，開辦僅僅一年左右便已獲提升為全日雙向服務，是「北區線王」之一。而該線好處是無需在九龍塘站或在大圍站和鑽石山站轉車，所以本線仍有一定分流作用。
277P線相較同樣服務觀塘、九龍灣一帶來往北區的277E、277X線迂迴，需繞經新蒲崗和鑽石山，加上班次非常疏落，在全日服務時期吸引力偏低，非繁忙時間更會吉車遊街；但由於此路線取代70X線成為唯一服務新蒲崗工業區的北區路線，能吸納該處上班的北區居民。另外，此路線往上水方向於抵達九龍灣時通常還有一定座位，相比繁忙時間經常全車爆滿的277X和277E線舒適，因此亦有部份九龍灣乘客轉投。

## 外部連結
其他
- YouTube：九巴277E線全程行車片段（往上水） （页面存档备份，存于）